# Ophioscion costaricensis
Ophioscion costaricensis és una espècie de peix de la família dels esciènids i de l'ordre dels perciformes.

## Hàbitat
És un peix marí, de clima tropical i demersal.

## Distribució geogràfica
Es troba a l'oceà Atlàntic occidental: Costa Rica i Surinam.

## Observacions
És inofensiu per als humans.